# Jeff Beck with the Jan Hammer Group Live
Jeff Beck with the Jan Hammer Group Live è un album dal vivo del musicista britannico Jeff Beck, realizzato con il gruppo di Jan Hammer e pubblicato nel 1977.

## Tracce
Side 1
1. Freeway Jam – 7:21 (Max Middleton)
2. Earth (Still Our Only Home) – 4:34 (Jan Hammer)
3. She's a Woman – 4:25 (John Lennon, Paul McCartney)
4. Full Moon Boogie – 6:07 (Hammer, Jerry Goodman)

Side 2
1. Darkness / Earth in Search of a Sun – 7:52 (Hammer)
2. Scatterbrain – 7:25 (Middleton, Jeff Beck)
3. Blue Wind – 6:20 (Hammer)

## Formazione
- Jeff Beck - chitarra, basso, effetti
- Jan Hammer - Moog, sintetizzatori, piano elettrico, timbales, voce (in Earth (Still Our Only Home))
- Tony "Thunder" Smith - batteria, voce (in Full Moon Boogie)
- Fernando Saunders - basso, chitarra, cori
- Steve Kindler - violino, sintetizzatore, chitarra